# روبرت كينغ أندرسون
روبرت كينغ أندرسون هو سياسي كندي، ولد في 29 أغسطس 1861 في كندا، وتوفي في 4 يوليو 1950 في هاميلتون في كندا. حزبياً، نشط في حزب كندا المحافظ. وقد انتخب عضو مجلس العموم الكندي.